# Hongyang (socken)
Hongyang (kinesiska: 红羊乡, 红羊) är en socken i Kina. Den ligger i den autonoma regionen Ningxia, i den nordvästra delen av landet, omkring 250 kilometer söder om regionhuvudstaden Yinchuan. Antalet invånare är 16 838. Befolkningen består av 7 992 kvinnor och 8 846 män. Barn under 15 år utgör 27,0 %, vuxna 15-64 år 67 %, och äldre över 65 år 5,0 %.
Genomsnittlig årsnederbörd är 586 millimeter. Den regnigaste månaden är juli, med i genomsnitt 113 mm nederbörd, och den torraste är december, med 1 mm nederbörd.